# Rio do Meio (vattendrag i Brasilien, Bahia, lat -17,78, long -39,78)
Rio do Meio är ett vattendrag i Brasilien.   Det ligger i delstaten Bahia, i den sydöstra delen av landet, 900 km öster om huvudstaden Brasília.
Omgivningen kring Rio do Meio är huvudsakligen savann. Området är  glesbefolkat, med 16 invånare per kvadratkilometer.